# Fort de Paphos
Le fort de Paphos, ou château de Paphos, est situé sur le bord du port de la cité de Paphos. Construit initialement par les Byzantins, il a ensuite été utilisé par les différents occupants convoitant l'île de Chypre.

## Historique
C'est à l'origine un fort byzantin fort pour protéger le port. Détruit lors d'un tremblement de terre en 1222, il est reconstruit par les Lusignan au treizième siècle, lorsque ces seigneurs poitevins consolident leur présence sur ce territoire et font de l'île un royaume latin soutenant les croisades en Terre Sainte. En 1570, il est démantelé par les Vénitiens. Après leur capture de l'île, les Ottomans le restaurent et le renforcent.

## Usages
À travers les âges, il connaît diverses utilisations. Il sert comme forteresse, comme prison et même comme entrepôt de sel au cours de l'occupation britannique de l'île. Plus récemment, ce fort constitue la toile de fond de certains spectacles du festival culturel de Paphos, qui a lieu en septembre.
Il a été classé, en 1935, dans le patrimoine de l'île, et représente l'un des monuments les plus caractéristiques de la ville de Paphos. Plusieurs fouilles archéologiques ont permis de mener des investigations sur son passé.